# Secret professionnel
Dans plusieurs pays, le secret professionnel est la règle de droit qui énonce l'irrecevabilité en preuve des communications entre un professionnel et ses clients, sous réserve d'exceptions. Cela concerne notamment les membres d'ordres professionnels.
Le secret professionnel est aussi une règle déontologique qui interdit aux professionnels de révéler leurs communications avec leurs clients. Dans certains États, sa violation fait l'objet de sanctions pénales.

## Droit par pays

### Belgique

#### Secret médical
En Belgique, le secret professionnel du médecin est très proche de celui de la France. Ainsi, l'article 458 du code pénal belge constitue le frère jumeau de l'ancien article 378 du code pénal français qui existait déjà sous le Premier Empire français et qui a perduré jusqu'en 1994[réf. nécessaire].

### Canada
Au Canada, le droit des professionnels est de la compétence provinciale. Les règles peuvent donc varier en fonction de la province où se trouve le professionnel mais le droit canadien dans son ensemble accorde une attention particulière au secret professionnel de l'avocat car le droit pénal est de compétence fédérale.

#### Secret de l'avocat
En common law canadienne, il existe un privilège générique de common law appelé privilège avocat-client, qui est similaire mais pas identique au secret professionnel du droit civil. Ce privilège de common law protège la confidentialité des communications de l'avocat de ses clients même en l'absence de législation[réf. nécessaire].

### France
Les professionnels énumérés à l'article 226-13  du Code pénal sont contraints de taire les informations personnelles concernant les patients qu'ils ont recueillies au cours de leur activité[réf. nécessaire].
Les investigations du juge d'instruction français sont soumises au secret par l'article 11 du code de procédure pénale.
Les avocats des barreaux de France sont tenus, au titre de leurs obligations déontologiques, au secret professionnel dans l'exercice de leur profession.
Le secret professionnel a été instauré, par le législateur, afin d'apporter toutes garanties aux clients qui se confient à des techniciens (droit, médecine, comptabilité, etc.).
" Toute personne recevant une confidence qui lui est faite dans l'exercice de sa profession n'est pas, par cela seul, tenue au secret professionnel. Ce que la loi a voulu garantir c'est la sécurité des confidences qu'un particulier est dans l'obligation de faire à une personne dont l'état ou la profession, dans un intérêt général et d'ordre public, fait d'elle un confident nécessaire. " N° de pourvoi : 83-92.813

### Suisse
Le droit suisse distingue le « secret professionnel » et le « secret de fonction ».
Le secret professionnel concerne les membres d'une autorité et les fonctionnaires.
Le secret de fonction concerne les professions ecclésiastiques, juridiques, médicales et leurs auxiliaires.